# Tipi-tii
Tipi-tii är en sång som var Finlands bidrag till Eurovision Song Contest 1962 i Luxemburg, och framfördes på finska av Marion Rung.
Bidraget var det första att framföras i tävlingen, före Belgiens Fud Leclerc med Ton nom. Vid röstningens avslut hade bidraget sammanlagt fått fyra poäng från Storbritannien och Norge, vilket resulterade i en delad sjundeplats tillsammans med Sveriges bidrag Sol och vår, som framfördes av Inger Berggren.

### Fotnoter
1. ↑  Hanna Othman (27 mars 2015). ”Eurovisionen år 1962”. Svenska Yle. https://svenska.yle.fi/artikel/2015/03/27/eurovisionen-ar-1962. Läst 19 september 2016.